# L'Histoire de Ruth
Pour plus de détails, voir Fiche technique et Distribution.
L'Histoire de Ruth (The Story of Ruth) est un péplum américain réalisé par Henry Koster, sorti en 1960. Il s'agit d'une adaptation du livre de Ruth, un livre de l'Ancien Testament.

## Synopsis
Ruth, la fille d’un pauvre paysan, est vendue par son père aux prêtres de Moab qui l’élèvent dans le culte du dieu Chemosh. Après quelque temps, elle vient d’être désignée par le grand prêtre comme la plus digne d'être sacrifiée au dieu. Mais elle est remplacée car soudain une tache est apparue sur sa peau. À vingt ans, elle est élue prêtresse et a la charge de conduire au sacrifice une petite fille. Ayant connu une famille de juifs, Ruth est frappée par la pureté de leurs sentiments religieux et se sent ébranlée dans sa propre foi. Le jour du sacrifice sur l’autel, Ruth, vaincue par l’horreur, fuit. Suspectant la prêtresse d’être amoureuse de Mahlon, le grand prêtre le fait arrêter et condamner à travailler dans les mines toute sa vie.

## Fiche technique
- Titre français : L'Histoire de Ruth
- Titre original : The Story of Ruth
- Réalisation : Henry Koster
- Producteur : Samuel G. Engel
- Société de production : 20th Century Fox
- Scénario : Norman Corwin
- Photographie : Arthur E. Arling
- Musique : Franz Waxman
- Montage : Jack W. Holmes
- Direction artistique : Franz Bachelin et Lyle Wheeler
- Décorateur de plateau : Stuart A. Reiss et Walter M. Scott
- Costumes : Vittorio Nino Novarese
- Chorégraphe : Danni Dassa
- Effets spéciaux : L.B. Abbott et Emil Kosa Jr. (en)
- Pays de production :  États-Unis
- Format : Couleur - CinemaScope - 35 mm - 2,35:1 - Son : Mono (Westrex Recording System)
- Genre : Péplum
- Durée : 132 minutes
- Dates de sorties :
  - États-Unis : 17 juin 1960
  - France : 16 juin 1961

## Distribution
- Elana Eden  (VF : Nelly Benedetti) : Ruth
- Stuart Whitman  (VF : Michel Roux) : Boaz
- Peggy Wood  (VF : Hélène Tossy) : Naomi
- Tom Tryon  (VF : Jean-Claude Michel) : Mahlon, fils de Naomi
- Viveca Lindfors  (VF : Paula Dehelly) : Eleilat la grande prêtresse
- Jeff Morrow  (VF : Jean Davy) : Tob le parent de Naomi
- Thayer David  (VF : André Valmy) : Hedak le grand prêtre
- Les Tremayne   (VF : Maurice Pierrat) : Elimelech, mari de Naomi
- Eduard Franz  (VF : Richard Francoeur) : Jehoam
- Lili Valenty (VF : Henriette Marion) : Kera, servante de Ruth
- John Gabriel (VF : Jean-Pierre Duclos) : Chilion, fils de Naomi
- Basil Ruysdael  (VF : Jacques Berlioz) : Shammah
- Chrystine Jordan  (VF : Linette Lemercier) : Ruth à 5 ans
- Berry Kroeger  (VF : Yves Brainville) : Huphim serviteur de Tob
- Ralph Moody  (VF : Raymond Rognoni) : Clashed
- Charles Wagenheim  (VF : Jean Berton) : Le Père de Ruth
- Ziva Rodann (VF : Claude Chantal) : Orpah, femme de Chilion
- John Banner (VF : Claude Péran) : Le roi de Moab
- Leo L.Fuchs (VF : René Bériard) : Sochim, un sbire Moabite
- Donald Diamond (VF : Pierre Leproux) : Yomar, un sbire Moabite
- I. Stanford Jolley : un moissonneur